# Saint-Baraing
Saint-Baraing é uma comuna francesa na região administrativa de Borgonha-Franco-Condado, no departamento de Jura. Estende-se por uma área de 6,28 km². Em 2010 a comuna tinha 265 habitantes (densidade: 42,2 hab./km²).